# Flavia Pennetta
Flavia Pennetta (Brindisi, Olaszország, 1982. február 25. –) olasz teniszezőnő, junior korában párosban, felnőttként egyéniben és párosban is Grand Slam-tornagyőztes volt, egykori páros világelső, négyszeres Fed-kupa-győztes, kétszeres olimpikon.
Profi karrierjét 2000-ben kezdte, pályafutása alatt 11 egyéni és 17 páros WTA-tornát nyert meg. Ő volt az első olasz teniszezőnő, aki bekerült a top 10-be, és az első olasz teniszezőnő, aki vezette a páros világranglistát. Legjobb világranglista helyezése egyéniben a 6. hely volt 2015. szeptember 28-án, párosban 2011. február 28-án került az első helyre, és összesen 18 héten állt a világranglista élén.
2006-ban Mara Santangelo, Francesca Schiavone és Roberta Vinci csapattársaként hozzásegítette Olaszország csapatát a Fed-kupa megnyeréséhez. 2009-ben és 2010-ben is tagja volt az győztes olasz Fed-kupa-csapatnak (mindkét kiírásban az amerikai válogatottat verték meg). 2013-ban a döntőben Oroszország legyőzésével szerezte negyedik FED-kupa aranyérmét.
Grand Slam-tornán párosban ért el nagyobb sikereket, 2005-ben döntős volt a US Openen (Jelena Gyementyjeva volt a partnere), a 2011-es Australian Opent pedig Gisela Dulkóval megnyerték. Egyéniben 2015-ben pályafutása során először jutott Grand Slam-torna döntőjébe, és első olasz versenyzőként megnyerte a US Opent. A szezon végén, a WTA Finals tornát követően, 2015. október 29-ével bejelentette visszavonulását. Top10-es versenyzőként, a világranglista 8. helyén fejezte be pályafutását.
Olaszország képviseletében vett részt a 2008-as pekingi és a 2012-es londoni olimpia egyéni és páros versenyein. A 2008-as olimpia női páros versenyén Francesca Schiavonéval párban a negyeddöntőig jutott.
Pennettát 2007. január 24-én Lovagi Érdemrenddel tüntette ki az olasz köztársasági elnök. 2014-ben megkapta az Olasz Olimpiai Bizottság Arany Emlékérmét.
2016-ban megházasodott, férje Fabio Fognini teniszező. 2017. május 19-én jelentették be Frederick nevű fiúk születését.

## Pályafutása
Flavia 5 éves volt, amikor édesapja elkezdte megtanítani a teniszre. Kedvenc borítása a kemény, kedvenc ütése pedig a fonákja. Példaképe Szeles Mónika.

### 1997–2003
Pennetta 1997-ben kezdett el ITF-tornákon játszani, első sikerére 1998-ig kellett várnia. Roberta Vincivel az oldalán ekkor megnyerték a Brindisiben és a Quartu Sant’Elenában rendezett ITF-versenyt is párosban. Ebben az évben játszott először WTA-tornán, Palermóban, de a selejtezők során elbukott.
1999-ben egyéniben is diadalmaskodott, Vincivel megnyerte a cagliari és az algherói ITF-tornát, így ismét két tornagyőzelmet jegyeztek, sőt megnyerték az 1999-es Roland Garrost a lányok páros versenyében.
2002-ben szerepelt először WTA-főtáblán, Memphisben (az első körben kikapott). 2002. szeptember 23-án bekerült a top 100-ba (100. volt az akkori világranglistán).
2003-ban sokkal sikeresebb volt, mint az előző években, ugyanis Hyderabadban az elődöntőig jutott el (a későbbi győztes Tamarine Tanasugarntól kapott ki), háromszor pedig csak a negyeddöntőben esett ki (Canberra, Bogotá és Acapulco). Ez volt az első év, amikor szerepelhetett Grand Slam-tornán. Az Australian Openen és a US Openen az első körben búcsúzott, Wimbledonban a második kanyarban esett ki. A legjobb eredményét a Roland Garroson érte el, ahol a második körben megverte a 21. kiemelt Lisa Raymondot, végül a harmadik körben kikapott Mandula Petrától.

### 2004
A 2004-es évet Pennetta a Canberra Internationalon kezdte, ahol megverte Natalia Gussonit és Tamarine Tanasugarnt két szettben, de kikapott Julija Vakulenkótól 6–4, 6–4-re. Az Australian Openen nem volt sikeres, honfitársától, Antonella Serra Zanettitől kapott ki az első fordulóban.
Acapulcóban március elején bekerült élete első WTA-döntőjébe, de elvesztette azt Iveta Benešovával szemben 7–6, 6–4-re. Az amerikai BNP Paribas Openen a második körben kapott ki Marija Sarapovától, miután az első fordulóban legyőzte Ľudmila Cervanovát. A marokkói Casablancában és a portugáliai Estorilban egyaránt a második körben búcsúzott, először Ľubomíra Kurhajcová, másodszor Iveta Benešová verte őt meg. A Budapest Grand Prix-n az első körben megverte Gubacsi Zsófiát, a második kanyarban felülmúlta Barbara Schettet, míg a negyeddöntőben Sanda Mamićot győzte le 6–4, 2–6, 6–2-re. Az elődöntőben viszont kikapott a későbbi bajnok Jelena Jankovićtól 6–3, 6–4-re.
Rómában az első körben magabiztosan, 6–0, 6–3-ra legyőzte Laura Granvillet, majd a második körben kiejtette a 6. kiemelt Nagyja Petrovát 1–6, 7–6, 6–4-gyel. Végül kikapott Anná Szmasnóvától 6–2, 6–2-es arányban. A Roland Garroson ismételten Anná Szmasnóvától kapott ki 6–1, 6–4-re.
Az AEGON Classicon a második körben kapott ki a 8. kiemelt Alicia Moliktól, majd a következő héten, Hollandiában Barbara Schett-től kapott ki (szintén a második kanyarban). Wimbledonban az első fordulóban a 10. kiemelt Nagyja Petrovát kapta az első körben, és egy szettet tudott nyerni, de ez kevésnek bizonyult (3–6, 6–2, 4–6).
A palermói rendezésű tornán Pennetta hazai közönség előtt döntőbe jutott, de kikapott a 2. kiemelt Anabel Medina Garriguestől 6–4 6–4-re, aztán Stockholmban kikapott Henrieta Nagyovától az első körben. Mivel kemény pályán az előző héten nem ért el sikert, visszatért a salakos pályákra. Lengyelországban, Sopotban Pennetta a döntőig vezető úton szettet sem veszített ellenfelei ellen. A döntőben 7–5, 3–6, 6–3-as arányban múlta felül a 11. kiemelt Klára Zakopalovát.
Az év végi kemény-pályás szezonja nem sikerült jól, öt versenyéből háromszor jutott csak el a második körig, annál tovább viszont egyszer sem. A US Openen a 22. kiemelt Magdalena Maleevától kapott ki az első fordulóban.

### 2005
Brisbane-ben kezdte az évet, viszont a tornája nem sikerült jól. Az Australian Openen Mandula Petrától kapott ki, úgy, hogy az első szettet 7–6-ra megnyerte (7–6, 1–6, 3–6). Bogotában a döntőben megverte Lourdes Domínguez Linót, a következő héten pedig Ľudmila Cervanovát verte az Abierto Mexicano Telcel döntőjében.
A Roland Garrosig csak kisebb sikereket ért el, majd az év második Grand Slam-tornáján megverte Jill Craybast és Marta Domachowskát, de a harmadik körben kikapott a 8. kiemelt Patty Schnydertől 6–4, 0–6, 1–6-ra. Wimbledonban még sikeresebb volt, ott a negyedik fordulóba jutott, viszont kikapott a 12. helyen rangsorolt Mary Pierce-től 6–3, 6–1-re.
A modenai és a palermói versenyeken egyaránt az elődöntőben búcsúzott. A kanadai Rogers Cupon a negyeddöntőig menetelt (igaz a 3. körben nem kellett játszania, Serena Williams visszalépett a tornától), a későbbi győztes Kim Clijsters állította meg Pennettát a legjobb nyolc között.
A US Openen ismét az első fordulóban esett ki, ezúttal Julia Schruff verte őt meg 4–6, 6–3, 5–7-re. Németországban óriási meglepetésre búcsúztatta a 4. kiemelt Justine Henint a második körben, de a negyeddöntőben kikapott Daniela Hantuchovától. A Kremlin Cupon, Oroszországban a 3. Mary Pierce-től kapott ki, míg a Zürich Openen a 6. helyen rangsorolt Patty Schnyder búcsúztatta őt a versenytől.

### 2006
2006-ban visszatért Brisbanebe és a döntőig vezető úton megverte Li Nát, az 5. kiemelt Tatiana Golovint, és a szabad-kártyás Martina Hingist. A döntőben Lucie Šafářovát verte meg 6–3, 6–4-re. A Medibank Internationalon az első körben a selejtezős Li Nától kapott ki, majd az Australian Openen a harmadik kanyarig jutott el, ahol a 16. kiemelt Nicole Vaidišovától kapott ki 6–4, 6–2-re.
Ezután címvédőként indult a Copa Colsanitason és a mexikói Acapulcóban, de mindkét tornán a döntőben kapott ki, Lourdes Dominguez Linótól 7–6, 6–4-re és Anna-Lena Grönefeldtől 6–1, 4–6, 6–2-re. Az Indian Wells-i tornán az első körben erőnyerő volt, a másodikban legyőzte Ivana Lisjakot, de a harmadik fordulóban Emma Laine ellen 1–0-s állásnál feladta a meccset csuklósérülés miatt.
Estroilban csuklósérülése után pályára lépett, és az elődöntőben kapott ki a 6. kiemelt Cseng Csiétől 6–2, 6–3-ra. A Rome Mastersen megverte Katerina Bondarenkót, Catalina Castanót, és Anabel Medina Garriguest, de a negyeddöntőben kikapott Martina Hingistől két sima szettben. A Roland Garroson legyőzte Bethanie Mattek-Sandsot 6–3, 6–1-re, majd a szerencsés vesztesként a főtáblára kerülő Kirsten Flipkenst is, végül a 9. kiemelt Francesca Schiavonetól kikapott döntőszett 9–7-re.
A június végén kezdődő wimbledoni teniszbajnokságon a 4. körig jutott el, csak a 4. helyen kiemelt Marija Sarapova tudta őt legyőzni 7–6, 3–6, 6–3-ra. Palermóban az első körben kapott ki.
A következő versenye az augusztus 1-jén kezdődő Mercury Insurance Open volt. Az első körben legyőzte a szabadkártyával induló Lisa Raymondot, a második körben pedig Jamea Jacksont verte 6–2, 7–6-ra. A harmadik körben alulmaradt a 8. kiemelt Martina Hingisszel szemben, így kiesett.

### 2007
Brisbane-ben, Hobartban és az Australian Openen is egyaránt az első körben búcsúzott az év elején. Ezt követően javult a formája, és a Copa Colsanitason az elődöntőig jutott, ahol a későbbi bajnok honfitársa, Roberta Vinci verte őt meg 3–6, 7–6, 6–2-es arányban.
A következő tornáján Acapulcóban bejutott a döntőbe is, de kikapott a francia Émilie Loit-tól 7–6, 6–4-re. Az amerikai kemény pályás (BNP Paribas Open, Miami) és salakos versenyeken (Ponte Vedra Beach, Charleston) az első körben búcsúzott. Estorilban ez a sorozat megtört, az első fordulóban legyőzte Arantxa Parra Santonját, viszont a második körben kikapott Gisela Dulkótól. A következő három versenyén viszont (beleértve a Roland Garrost is) megint az első fordulóban esett ki.
Barcelonában visszavágott Émilie Loit-nak a negyeddöntőben, de az elődöntőben kikapott a későbbi győztes Meghann Shaughnessytől. A hollandiai 's-Hertogenboschban a 4. kiemelt Gyinara Szafinától kapott ki a negyeddöntőben. Az Australian Openen és a Roland Garroson elszenvedett első körös vereség Wimbledonban is megismétlődött, a 18. kiemelt, későbbi döntős Marion Bartolitól kapott ki 6–3, 6–1-re. Palermóban legyőzte a 6. kiemelt Aravane Rezaït az első körben, felülmúlta Gallovits Edinát, végül kikapott a 2. helyen rangsorolt Martina Müllertől.
Bad Gasteinben ismét egy első fordulós vereséget szenvedett, majd Los Angelesben is ugyanebben a körben búcsúzott. A torontói Rogers Cup selejtezőinek sikeres megvívása után főtáblára került, ahol a második fordulóban a 10. kiemelt Patty Schnyder verte őt meg 6–3, 6–2-re. A New Haven-i tornán már nem volt ennyire sikeres, a selejtezőkben elbukott. A US Openen megtörte az első körös búcsúk sorozatát a Grand Slam-tornákon, és legyőzte Peng Suajt 1–6, 6–3, 6–4-re, a másodikban viszont kikapott a 13. helyen rangsorolt Nicole Vaidišovától 6–2, 7–6-ra.
A Szöulban megrendezett Hansol Korea Openen már jobb formát mutatott. Az első körben a 8. kiemelt Morigami Akikót búcsúztatta 6–2, 6–3-mal, majd a második fordulóban Pauline Parmentier legyőzésével biztosította a helyét a legjobb nyolc között. A negyeddöntőben Morita Ajumit verte meg 6–1, 6–2-re, majd az elődöntőben az 1. kiemelt Venus Williamsszel játszott. Pennettának nem sikerült megnyernie a meccset, így kiesett, Williams pedig Pennetta búcsúztatása után megnyerte a tornát. Tokióban is az elődöntőig jutott el, s az első két körben amerikai ellenfelet verve (Ahsha Rolle és Abigail Spears személyében) a negyeddöntőbe jutott, ahol megverte a 2. kiemelt Szánija Mirzát 6–4, 6–4-re. Az elődöntőben viszont kikapott az 5. helyen rangsorolt Virginie Razzanótól 4–6, 7–5, 6–3-ra.
Az év utolsó előtti tornáján (a PTT Bangkok Openen) megverte Noppawan Lertcheewakarnt az első, Casey Dellacquát a második körben, a 3. kiemelt Sahar Peért a negyeddöntőben, a 2. helyen rangsorolt Venus Williamst pedig az elődöntőben. A döntőben Csan Jung-zsant győzte le 6–1, 6–3-ra, így 2007-ben is lett egy tornagyőzelme. Végül Linzben az első fordulóban kikapott Nicole Vaidišovától 6–4, 3–6, 6–7-re.

### 2008
A 2008-as évet ismét Brisbane-ben kezdte, ahol a második körben kikapott a 3. kiemelt Gyinara Szafinától 6–4, 2–6, 6–4-re. A Moorilla Hobart Internationalon legyőzte a 4. kiemelt Agnieszka Radwańskát az első körben 6–4, 1–6, 6–2-re, a második körben pedig a selejtezős Jelena Dokić 5–0-s hátrányban feladta a meccset bokasérülés miatt. A 6. kiemelt Szánija Mirzát 7–5, 1–6, 6–3-as arányban verte a negyeddöntőben, de az elődöntőt 6–4, 6–3-ra elvesztette Eléni Danjilíduval szemben.
Az Australian Openen legyőzte Dominika Cibulkovát az első körben, a másodikban pedig kikapott a 30. kiemelt Virginie Razzanótól 6–2, 5–7, 6–3-ra. A Chilében megrendezett Cachantún Cupon legyőzte Arn Grétát az első körben , Mathilde Johanssont a második kanyarban, a 7. kiemelt Kaia Kanepit a negyeddöntőben, és a 4. kiemelt Pauline Parmentiert az elődöntőben (mindegyik meccset két szettben nyerte). A döntőben a 8. kiemelt Klára Zakopalovával játszott, és amikor Pennetta 6–4, 5–4-re vezetett, Zakopalová egy ütés után elvesztette egyensúlyát, elesett és kificamodott a bokája. A meccset már nem tudta befejezni, így Pennetta nyerte a tornát. A tavaly elért elődöntője után visszatért Bogotába, de az első körben a selejtezős Betina Jozami megverte őt 6–1, 2–6, 6–4-es arányban.
Február végén kezdődött az acapulcói torna, ahol Pennetta a tavalyi eredményét felülmúlva (a döntőben kapott ki Loit-tól) megnyerte a tornát, miután a negyeddöntőben a 8. kiemelt Gallovits Edinát, az elődöntőben 6–4, 6–2-re a 7. kiemelt Kaia Kanepit, a fináléban pedig a 2. kiemelt Alizé Cornet-t verte meg 6–0, 4–6, 6–1-es arányban. Indan Wellsben, Miamiban a harmadik fordulóban, Estorilban és Rómában pedig a második körben búcsúzott. Strasbourgban két hazai versenyző legyőzése után a negyeddöntőben combizomhúzódás miatt nem tudott kiállni Medina Garrigues ellen.
A francia nyílt teniszbajnokságon legyőzte Tetyana Perebijnyiszt két sima szettben, felülmúlta a selejtezős Anasztaszija Pavljucsenkovát, majd óriási meglepetésre legyőzte a 8. kiemelt Venus Williamst 7–5, 6–3-ra. A negyedik körben kikapott a selejtezős Carla Suárez Navarrótól. Wimbledonban Julija Vakulenko legyőzése után 7–6, 2–6, 6–2-es arányban vereséget szenvedett Szugijama Aitól. A római versenyen az első körben legyőzte Sandra Klöselt 6–2, 6–2-re, Lourdes Domínguez Linót 6–2, 6–3-ra, Margalita Csahnasvilit 6–1, 6–1-re, de az elődöntőben kikapott honfitársától, az 5. kiemelt Sara Erranitól 7–5, 6–3-ra.
Az amerikai kemény pályás szezon kifejezetten jól kezdődött Pennetta számára. Az első versenyén, Los Angelesben megverte Aleksandra Wozniakot, Tamira Paszeket, Szugijama Ait, a 14. kiemelt Sybille Bammert és a szabadkártyás Bethanie Mattek-Sandsot, viszont a döntőben kikapott a 4. helyen rangsorolt Gyinara Szafinától 6–4, 6–2-re. A következő tornája, a kanadai Rogers Cup nem sikerült jól neki, mivel a második körben kikapott a selejtezős Michelle Larcher de Britótól 3–6, 6–0, 3–6-os arányban. A pekingi olimpián sem ért el nagy sikert, az első körben Kaia Kanepi ellen vereséget szenvedett.
Az olimpia után visszatért az Amerikai Egyesült Államokba, egészen pontosan New Havenbe. Gisela Dulkót 6–3, 6–1-es, magabiztos kiejtése után ő is búcsúzott a tornától (Cîrstea 3–6, 6–4, 6–3-ra megverte Pennettát). Az US Openen viszont sokáig versenyben maradt. Az első körben selejtezős ellenfelét 2–6, 6–2, 6–2-re verte, majd a második körben búcsúztatta Peng Suajt 6–2, 6–7, 6–1-gyel. A harmadik kanyarban legyőzte a 19. kiemelt Nagyja Petrovát, a negyedik fordulóban pedig a 32. Amélie Mauresmonál volt jobb. A negyeddöntőben a 6. helyen rangsorolt Gyinara Szafinával meccselt, de 6–2, 6–3-as arányban elvesztette a mérkőzést. A tokiói és stuttgarti korai búcsú után a Kremlin Cupon negyeddöntőbe jutott. Ezt az eredményét Zürichben felülmúlta, akkor ugyanis a döntőben vérzett el a 3. kiemelt Venus Williams ellen, miután a második körben legyőzte az akkori világelső Jelena Jankovićot 5–7, 6–3, 6–3-ra. A linzi tornán megverte Szávay Ágnest és Dominika Cibulkovát, majd kikapott az első helyen rangsorolt Ana Ivanovićtól 6–4, 6–4-re.

### 2009
A 2009-es évet Hobartban kezdte, ahol 1. kiemelt volt. Az első fordulóban le tudta győzni Sahar Peért, de a második fordulóban vereséget szenvedett Magdaléna Rybárikovától. Az Australian Openen 12. kiemeltként indult, de a harmadik körben a 21. kiemelt Anabel Medina Garrigues legyőzte Pennettát, így kiesett.
A Bogotában elszenvedett első körös búcsúja után, Acapulcóban legyőzte a 4. kiemelt Iveta Benešovát az elődöntőben, mielőtt kikapott az 1. helyen rangsorolt Venus Williamstől a fináléban. Indian Wellsben Szánija Mirza és Angela Haynes legyőzése után kikapott a későbbi döntős, 5. kiemelt Ana Ivanovićtól, majd a miami torna harmadik körében a 20. kiemelt Amélie Mauresmo győzte őt le. Stuttgartban 6–2, 6–0-s eredménnyel kezdett Anna Csakvetadze ellen, majd a 6. kiemelt Nagyja Petrovát is elég simán, 6–2, 6–2-re győzte le. A negyeddöntőben a 3. helyen rangsorolt Jelena Jankovićcsal meccselt, és bár az első szettet 6–2-re elvesztette, a következő két játszmát 6–4-re nyerte, így még egy kiemeltet búcsúztatott a versenytől, és ezzel a két győzelemmel két top 10-es játékos felett aratott győzelmet. A végállomást az elődöntőben a világelső Gyinara Szafina jelentette Pennetta számára, a mérkőzést 3–6, 7–5, 6–0-ra vesztette el.
A Rome Mastersen Cvetana Pironkovát 6–7, 6–4, 6–1-re győzte le, Jaroszlava Svedovát pedig 6–3, 6–7, 6–1-gyel búcsúztatta. Szvetlana Kuznyecova, a torna 7. legmagasabban rangsorolt játékosa a harmadik körben 6–3, 3–6, 6–0-s arányban kiejtette Pennettát. Madridban Szávay Ágnes, a Roland Garroson pedig Alexa Glatch búcsúztatta Pennettát az első fordulóban. A wimbledoni felvezető tornán, Hollandiában negyeddöntőbe jutott, de az év harmadik Grand Slam-tornáján csak a harmadik körig jutott (a 17. kiemelt Amélie Mauresmo verte őt meg).
A Swedish Openen honfitársa, Francesca Schiavone ellen kezdett, egy meglehetősen sima, 6–2, 7–5-tel, majd a második fordulóban Maša Zec Peškiričet győzte le 6–1, 6–2-re. A negyeddöntőben legyőzte Alla Kudrjavcevát 6–4, 6–2-re, de kikapott az 1. kiemelt Caroline Wozniackitól 6–3, 4–6, 6–2-es arányban. A hazai rendezésű palermói tornán a selejtezős Arantxa Parra Santonja búcsúztatásával kezdett, majd honfitársát, Roberta Vincit is kiejtette. A negyeddöntőben megverte a 7. kiemelt Aravane Rezaït 6–4, 6–4-re, az elődöntőben pedig ismét egy honfitársát, Tathiana Garbint legyőzve került a döntőbe. A "hazaiak döntőjén" Pennetta 6–1, 6–2-re le tudta győzni Sara Erranit, harmadik olasz ellenfelét is a versenyen, így tornagyőztes lett.
Los Angelesben 10. kiemeltként indult, és az első fordulóban a szerencsé vesztes, Varvara Lepchenkót győzte le 6–2, 5–7, 6–0-ra. A második körben Coco Vandeweghe ellen diadalmaskodott, majd a harmadik fordulóban az 5. kiemelt Nagyja Petrovát is meg tudta verni 6–3, 6–3-ra. A negyeddöntőben két sima játszmában búcsúztatta a 2. kiemelt Vera Zvonarjovát, majd az elődöntőben Marija Sarapova ellen játszott egy nehéz, háromszettes meccset, melynek végén ő örülhetett. A döntőben a 13. kiemelt Samantha Stosur sem tudta megállítani, így 2009-ben megszerezte második tornagyőzelmét is, pályafutás során pedig már a nyolcadikat. Cincinnatiban sem szerepelt rosszul, az elődöntőben esett ki. Az első körben Morita Ajumi felett aratott győzelmet, majd Szávay Ágnest ejtette ki. A harmadik körben a 3. helyen rangsorolt Venus Williamset győzte le (7–6, 6–4), majd a szlovák Daniela Hantuchovát is búcsúztatta. Az elődöntőben azonban nem tudta legyőzni a világelső Gyinara Szafinát, így kiesett.
A Torontóban gyengén szerepelt (2. körös búcsú), viszont a New Havenben az elődöntőig jutott el, ahol a 2. kiemelt Caroline Wozniacki verte meg 6–4, 6–1-re. A US Openen sima, 6–4, 6–0-s győzelemmel kezdett Gallovits Edina ellen, majd Szánija Mirzát ejtette ki 6–0, 6–0-val. Aleksandra Wozniak ellen is simán, 6–1, 6–1-re győzött, majd a negyedik körben a 7. kiemelt Vera Zvonarjovát búcsúztatta 3–6, 7–6, 6–0-val. A 2. kiemelt Serena Williams ellen azonban nem tudott diadalmaskodni, így búcsúzott a US Opentől.
A Toray Pan Pacific Openen az első, a China Openen a harmadik körben, Linzben az elődöntőben, Moszkvában pedig az első körben esett ki az év végén.

### 2010
Első kiemeltként kezdte az évet az ASB Classicon, ahol megverte Jill Craybast 6–2, 6–4-re, Carla Suárez Navarrót 6–2, 6–2-re, Dominika Cibulkovát 6–1, 6–2-re, a 4. kiemelt honfitársát, Francesca Schiavonét 6–3, 6–0-ra, de a döntőben alulmaradt a 3. kiemelt Yanina Wickmayerrel szemben (6–3, 6–2). Sydneyben nem volt kiemelve, de az első két körben két top 20-as játékost verte meg, Samantha Stosur (6–3, 6–1) és Li Na (6–2, 7–6(4)) személyében, mielőtt kikapott volna a negyeddöntőben Aravane Rezaïtól 6–3, 6–0-ra. Az Australian Openen 12. kiemeltként indult, de a második körben kikapott a selejtezős Yanina Wickmayertől, aki a whereabout szabály megszegése miatt kényszerült selejtezőt játszani.
Az párizsi Open GDF Suezen 2. kiemelt volt. Az első körben erőnyerő volt, a másodikban pedig legyőzte Alisza Klejbanovát 7–6(4), 6–1-re. A negyeddöntőben honfitársát, Tathiana Garbint kapta ellenfeléül, és egy könnyed, 6–1, 6–3-as győzelmet aratott felette, mielőtt az elődöntőben kikapott Lucie Šafářovától 4–6, 6–3, 6–4-re. Dubaiban 10. kiemelt volt, s az első fordulóban kiejtette Czink Melindát 6–4, 6–1-gyel. A második körben legyőzte Andrea Petkovićot 6–3, 6–3-ra, de a harmadik fordulóban nagyon simán kikapott Agnieszka Radwańskától 6–3, 6–0-ra. Az amerikai kemény pályás szezonban nem szerepelt jól, Indian Wellsben a harmadik körben, Miamiban pedig a második fordulóban esett ki, úgy, hogy mindkét tornán erőnyerő volt az első körben.
Marbellán 2. kiemeltként az első meccsén legyőzte Jaroszlava Svedovát 6–3, 6–1-re, majd a második körben felülmúlta a hazai pályán játszó, selejtezős Laura Pous Tiót 6–2, 6–2-re. A negyeddöntőben ismét egy selejtezős ellenfelet győzött le 6–4, 7–6-ra. Az elődöntőben honfitársát, Sara Erranit búcsúztatta 6–1, 6–1-gyel, a döntőben pedig legyőzte második hazai pályán játszó ellenfelét, Carla Suárez Navarrót 6–2, 4–6, 6–3-ra. Ez volt Pennetta első tornagyőzelme ebben az évben. A győzelem után Stuttgartban az első körben, Rómában és Madridban pedig a legjobb 16 között esett ki.
A Roland Garroson 14. kiemeltként indult, és legyőzte Anne Keothavongot az első, Roberta Vincit a második, majd Polona Hercogot a harmadik körben, mielőtt a negyedik fordulóban kikapott a 3. helyen rangsorolt Caroline Wozniackitól 7–6(5), 6–7(4), 6–2-re. A füves szezon elején részt vett az AEGON Classicon, de az első fordulóban búcsúzott. Wimbledonban legyőzte Anabel Medina Garriguest 6–4, 6–0-ra az első körben, a második mérkőzésén kiejtette a selejtezős Monica Niculescut 6–1, 6–1-es arányban, de a harmadik körben Klára Zakopalovától vereséget szenvedett. A Swedish Openen ő volt a legmagasabban rangsorolt játékos, s szettveszteség nélkül jutott el az elődöntőig, ahol először a torna folyamán kiemelt játékossal találkozott. A döntőbe jutásért játszott meccsen páros partnere, a 4. kiemelt Gisela Dulko volt az ellenfele, akitől 6–3, 6–1-es arányban kikapott. Dulkóval párosban viszont sikerült megnyerniük a versenyt. Palermóban 1. kiemelt volt, és egészen a döntőig menetelt, ahol kikapott az 5. kiemelt Kaia Kanepitől 6–4, 6–3-ra.
A Mercury Insurance Openen megverte Katerina Bondarenkót 6–2, 7–5-re, Marija Kirilenkót 6–4, 7–6(5)-re, a 2. kiemelt Samantha Stosurt 6–4, 6–3-ra, de az elődöntőben kikapott a későbbi győztes Szvetlana Kuznyecovától 6–4, 6–0-ra. Cincinnatiban legyőzte Cseng Csiét, Monica Niculescut és a 6. kiemelt Vera Zvonarjovát két szettben, majd a negyeddöntőben ő is két játszmában kapott ki a 4. kiemelt, későbbi bajnok Kim Clijsterstől. Torontóban 15. kiemeltként indult, és az első fordulóban kiejtette Daniela Hantuchovát, a második körben megverte Alisza Klejbanovát, de a harmadik körben alulmaradt a 2. helyen rangsorolt későbbi győztestől, Caroline Wozniackitól 4–6, 6–3, 6–1-es arányban. A Pilot Pen Tennisen a negyeddöntőben Pennettának fel kellett adnia a mérkőzést Caroline Wozniacki ellen lábsérülése miatt, miután legyőzte Alisza Klejbanovát és Volha Havarcovát két sima szettben.
A US Openen legyőzte a selejtezős Irina Falconit 6–2, 6–1-re, majd Szávay Ágnest is búcsúztatta a tornától, végül a 16. kiemelt Sahar Peértől kapott ki a harmadik körben 6–4, 6–4-re. A Toray Pan Pacific Openen megverte Christina McHalet és Marija Kirilenkót, de a 7. kiemelt Jelena Gyementyjevától kikapott a harmadik körben. Az évet két első körös búcsúval zárta Pekingben és Moszkvában.

### 2011
A 2011-es évet a Sydney-ben kezdte, ahol legyőzte Lucie Hradeckát, a 2. kiemelt Vera Zvonarjovát, majd a negyeddöntőben kikapott a selejtezős Bojana Jovanovskitól. Az Australian Openen legyőzte Anastasia Rodionovát 6–2, 6–1-re, Lourdes Domínguez Linót 6–2, 6–2-re, a 10. kiemelt Sahar Peért 3–6, 7–6(3), 6–4-es arányban, majd kikapott a 25. kiemelt Petra Kvitovától 3–6, 6–3, 6–3-ra a negyedik körben. Dubajban az első körben legyőzte a szabadkártyás Jelena Dokićot 6–2, 6–2-re, majd a másodikban felülmúlta Klára Zakopalovát 5–7, 6–1, 6–2-es arányban. A harmadik mérkőzésén a 7. kiemelt Azarankát búcsúztatta 6–3, 6–7(2), 6–4-gyel, a negyeddöntőben pedig a 15. kiemelt Alisza Klejbanovát ejtette ki 6–2, 6–0-val. Az elődöntőben viszont Szvetlana Kuznyecova erősebbnek bizonyult, és 6–4, 6–4-re legyőzte az olasz teniszezőt.
Dohában az első mérkőzésén legyőzte a kínai Cseng Csiét 6–2, 6–2-re, majd Lucie Šafářovát is felülmúlta (4–6, 6–3, 6–4). A Wozniacki elleni harmadik fordulós meccs jól kezdődött Pennetta számára, ugyanis elvette a dán játékos adogatását rögtön a meccs elején, s aztán hozta a saját adogatását is, de ezt követően már egyetlen játékot sem tudott megnyerni, így a meccset 6–2, 6–0-s arányban elbukta.
Indian Wellsben 13. kiemelt volt, így nem kellett játszania az első fordulóban. A második körben legyőzte Elena Baltachát 6–4, 3–6, 6–4-re, majd a harmadik körben vereséget szenvedett a 22. kiemelt Alisza Klejbanovától. Március 12-től egészen június 13-ig nem tudott meccset nyerni, mivel mindegyik tornáján az első fordulóban búcsúzott (beleértve a Roland Garrost is, ahol Varvara Lepchenkótól kapott ki 6–3, 2–6, 6–3-ra). 'S-Hertogenboschban sikerült újra meccset nyernie. A wimbledoni teniszbajnokságon legyőzte Irina-Camelia Begut 7–6(3), 4–6, 6–2-re, majd a második fordulóban Jevgenyija Rogyinát két szettben búcsúztatta. A harmadik körben a 9. helyen rangsorolt Marion Bartoli ellen játszott. Pennetta a mérkőzést óriási küzdelem után vesztette el 5–7, 6–4, 9–7-re.
Båstadban a 2. kiemelt volt, de a negyeddöntőben kikapott a 7. helyen kiemelt Barbora Strýcovától 6–4, 5–7, 6–3-as arányban. A hazai rendezésű palermói versenyen a legmagasabban rangsorolt játékos volt, és az előző évben a döntőbe jutással szerzett pontjait kellett megvédenie. Ez nem sikerült, ugyanis az elődöntőben Polona Hercog ellen elvesztette a mérkőzést 6–2, 6–2-re. A Mercury Insurance Openen az első körben kikapott honfitársától, Alberta Briantitól 1–6, 6–2, 6–2-es arányban, a következő héten Torontóban pedig Marija Kirilenko legyőzése után kikapott az élete legjobb tornáján szereplő Galina Voszkobojevától.
Cincinnatiban az első meccsén legyőzte a 12. kiemelt Anasztaszija Pavljucsenkovát 2–6, 6–3, 6–3-ra, de a második körben kikapott Daniela Hantuchovától 6–3, 6–4-es arányban. New Havenben Klára Zakopalovától kapott ki az első fordulóban 7–5, 6–2-es arányban.
A US Openen az első fordulóban 6–1, 6–4-re győzte le Aravane Rezaït, mindössze 54 perc alatt. A második körben selejtezős honfitársát, Romina Oprandit győzte le 6–0, 6–3-ra. A harmadik fordulóban a 3. kiemelt, és a végső győzelemre is esélyes Marija Sarapova volt az ellenfele, akit 6–3, 3–6, 6–4-es arányban, egy óriási meccsen búcsúztatott a tornától. A mérkőzés közel két és fél óráig tartott. A negyedik körben Peng Suajt, a 13. kiemeltet ejtette ki a versenyből 6–4, 7–6(6)-os arányban. Végül a menetelést a torna meglepetésembere, Angelique Kerber állította meg a negyeddöntőben, ahol 6–4, 4–6, 6–3-as győzelmet aratott Pennetta felett.
Tokióban az első körben kapott ki Kaia Kanepitől 3–6, 6–4, 6–4-es arányban, párosban viszont sokkal sikeresebb volt. Gisela Dulkóval a döntőben kaptak ki a Liezel Huber–Lisa Raymond-kettőstől 7–6(4), 0–6, [10–6]-ra. Meglehetősen nehéz sorsolása volt Pekingben, hiszen rögtön a 12. kiemelt Peng Suajjal kezdett. A kínai teniszezőt 7–6(6), 7–5-re győzte le, a második fordulóban pedig viszonylag simán győzte le Daniela Hantuchovát. A harmadik körben Dominika Cibulkovát búcsúztatta 6–1, 4–6, 6–4-gyel, majd a negyeddöntőben jött a Wozniacki elleni 3–6, 6–0, 7–6(2)-os győzelem. Az elődöntőben 6–2, 6–4-re kikapott a 11. helyen rangsorolt, későbbi bajnok Agnieszka Radwańskától. A sikeres tornának köszönhetően Pennetta visszakerült a legjobb 20 közé. Párosban ismét a döntőben kaptak ki, ez alkalommal a Peschke–Srebotnik-duótól.
Linzben eredetileg kiemelés nélkül indult volna, ám Andrea Petković visszalépése miatt 9. kiemeltként vágott neki a tornának. Az első mérkőzést 7–6(4), 6–2-re nyerte Jelena Vesznyina ellen, de a második fordulóban a szerencsés vesztes Anastasia Rodionova ellen ki sem állt, combsérülése miatt visszalépett a tornától. Egy héttel később, Luxembourgban 4. kiemeltként játszott, ám az első fordulóban meglepetésre búcsúzott, ugyanis Anastasija Sevastova 6–3, 6–2-re megverte őt.

### 2012
Pennetta a 2012-es évet Aucklandben kezdte. Az egyéni versenyben 4. kiemelt volt, és egészen a döntőig jutott. Ott a kiemelés nélkül játszó Cseng Csie ellen 2–6, 6–3, 2–0-s állásnál Pennetta feladta a mérkőzést hátproblémái miatt. A páros sorsolásban Julia Görges oldalán szintén a 4. kiemelt volt. Az elődöntőben a 2. helyen rangsorolt párost győzték le 2–6, 7–6(2), [11–9]-es arányban, de a döntőt elvesztették a 3. kiemelt Lucie Hradecká–Andrea Hlaváčková-páros ellen 6–7(2), 6–2, [10–7]-re.
Az Australian Openen 19. kiemeltként lépett pályára, de az első körben nagy meglepetésre kikapott a selejtezős Nyina Bratcsikovától három szettben. Egy hónapos kihagyás után Dohában vett részt, ahol az első körben megverte a 11. kiemelt Dominika Cibulkovát 6–3, 2–6, 7–5-re. A második körben viszont kikapott a selejtezős Katerina Bondarenkótól 6–4, 6–2-re. Egy héttel később Dubaiban az első körben megverte Anabel Medina Garriguest 6–3, 6–3-ra, de itt is a második fordulóban búcsúzott, ezúttal a 8. kiemelt Jelena Janković állította őt meg.
Acapulcóban második kiemeltként indult. Az elődöntőben legyőzte a 4. kiemelt Irina-Camelia Begut 6–2, 6–2-re. A fináléban viszont kikapott honfitársától, a 3. kiemelt Sara Erranitól 5–7, 7–6(2), 6–0-ra. Ezután Indian Wellsbe utazott, ahol 27. kiemeltként lépett pályára, de csak a második fordulóban, ugyanis kiemelt lévén nem kellett játszania az elsőben. Az első meccsén legyőzte Carla Suárez Navarrót 6–3, 6–4-re, de a következő fordulóban kikapott az 5. helyen rangsorolt Agnieszka Radwańskától 6–4, 6–2-re. Miamiban 24. kiemeltként végott neki, de a harmadik körben Garbiñe Muguruza Blancotól kapott ki döntő szett tie-breakben.
A barcelonai gyors kiesés után (2. kör) Rómában elég jól szerepelt. Az első fordulóban kiejtette a 16. kiemelt Marija Kirilenkót 6–1, 7–6(2)-vel, majd a második körben legyőzte Sloane Stephenst is 6–2, 6–3-ra. A harmadik kanyarban felülmúlta Petra Cetkovskát 6–0, 6–1-gyel, majd a negyeddöntőben 0–4-es állásnál fel kellett adnia a meccset Serena Williams ellen, mert megsérült a keze. A Roland Garroson 18. kiemeltként indult, és a két győzelem után a 10. kiemelt Angelique Kerbertől kapott ki 4–6, 6–3, 6–2-re.
A füves szezon elején, 's-Hertogenboschban az első meccsét ugyan meg tudta nyerni Volha Havarcova ellen, de a másodikat elvesztette a későbbi döntős Urszula Radwańskával szemben. Wimbledonban már 16. kiemelt volt, de óriási meglepetésre kikapott selejtezős honfitársától, Camila Giorgitól 6–4, 6–3-ra.

## Junior Grand Slam döntői

### Páros

#### Győzelmek (1)
| Év   | Bajnokság     | Borítás | Partner       | Ellenfél                | Eredmény      |
| ---- | ------------- | ------- | ------------- | ----------------------- | ------------- |
| 1999 | Roland Garros | Salak   | Roberta Vinci | Mia Buric Kim Clijsters | 7–5, 5–7, 6–4 |

## Grand Slam-döntői

### Egyéni

#### Győzelmei (1)
| Év   | Bajnokság | Ellenfél a döntőben | Döntő eredménye |
| 2015 | US Open   | Roberta Vinci       | 7–6(4), 6–2     |

### Páros

#### Győzelmei (1)
| Év   | Bajnokság       | Partner      | Ellenfél a döntőben                 | Döntő eredménye |
| 2011 | Australian Open | Gisela Dulko | Marija Kirilenko Viktorija Azaranka | 2–6, 7–5, 6–1   |

#### Elveszített döntői (2)
| Év   | Bajnokság | Partner             | Ellenfél a döntőben                   | Döntő eredménye |
| 2005 | US Open   | Jelena Gyementyjeva | Lisa Raymond Samantha Stosur          | 2–6, 7–5, 3–6   |
| 2014 | US Open   | Martina Hingis      | Jekatyerina Makarova Jelena Vesznyina | 6–2, 3–6, 2–6   |

## Eredményei Grand Slam-tornákon

### Egyéni
| Grand Slam | Australian Open | Australian Open         | Roland Garros | Roland Garros        | Wimbledon | Wimbledon        | US Open     | US Open              |
| Év         | Eredmény        | Utolsó ellenfél         | Eredmény      | Utolsó ellenfél      | Eredmény  | Utolsó ellenfél  | Eredmény    | Utolsó ellenfél      |
| 2003       | 1. kör          | Silvia Farina Elia      | 3. kör        | Mandula Petra        | 2. kör    | Justine Henin    | 1. kör      | Szvetlana Kuznyecova |
| 2004       | 1. kör          | Antonella Serra Zanetti | 1. kör        | Anná Szmasnóvá       | 1. kör    | Nagyja Petrova   | 1. kör      | Magdalena Maleeva    |
| 2005       | 1. kör          | Mandula Petra           | 3. kör        | Patty Schnyder       | 4. kör    | Mary Pierce      | 1. kör      | Julia Schruff        |
| 2006       | 3. kör          | Nicole Vaidišová        | 3. kör        | Francesca Schiavone  | 4. kör    | Marija Sarapova  | –           | –                    |
| 2007       | 1. kör          | Kaia Kanepi             | 1. kör        | Nicole Pratt         | 1. kör    | Marion Bartoli   | 2. kör      | Nicole Vaidišová     |
| 2008       | 2. kör          | Virginie Razzano        | 4. kör        | Carla Suárez Navarro | 2. kör    | Szugijama Ai     | Negyeddöntő | Gyinara Szafina      |
| 2009       | 3. kör          | Anabel Medina Garrigues | 1. kör        | Alexa Glatch         | 3. kör    | Amélie Mauresmo  | Negyeddöntő | Serena Williams      |
| 2010       | 2. kör          | Yanina Wickmayer        | 4. kör        | Caroline Wozniacki   | 3. kör    | Klára Zakopalová | 3. kör      | Sahar Peér           |
| 2011       | 4. kör          | Petra Kvitová           | 1. kör        | Varvara Lepchenko    | 3. kör    | Marion Bartoli   | Negyeddöntő | Angelique Kerber     |
| 2012       | 1. kör          | Nyina Bratcsikova       | 3. kör        | Angelique Kerber     | 1. kör    | Camila Giorgi    | –           | –                    |
| 2013       | –               | –                       | 1. kör        | Kirsten Flipkens     | 4. kör    | Kirsten Flipkens | Elődöntő    | Viktorija Azaranka   |
| 2014       | Negyeddöntő     | Li Na                   | 2. kör        | Johanna Larsson      | 2. kör    | Lauren Davis     | Negyeddöntő | Serena Williams      |
| 2015       | 1. kör          | Camila Giorgi           | 4. kör        | Garbiñe Muguruza     | 1. kör    | Zarina Diyas     | Győzelem    | Roberta Vinci        |

### Párosban
| Grand Slam | Australian Open              | Australian Open                      | Roland Garros               | Roland Garros                              | Wimbledon                    | Wimbledon                                  | US Open                        | US Open                                   |
| Év         | Eredmény Partner             | Utolsó ellenfél                      | Eredmény Partner            | Utolsó ellenfél                            | Eredmény Partner             | Utolsó ellenfél                            | Eredmény Partner               | Utolsó ellenfél                           |
| 2003       | 1. kör Adriana Serra Zanetti | Alice Canepa Milagros Sequera        | 1. kör Andreea Ehritt-Vanc  | María Vento-Kabchi Angelique Widjaja       | 1. kör Roberta Vinci         | Alicia Molik Samantha Stosur               | 1. kör Mashona Washington      | Julija Bejhelzimer Taccjana Pucsak        |
| 2004       | 1. kör Tathiana Garbin       | Gisela Dulko Milagros Sequera        | –                           | –                                          | 2. kör Rita Grande           | Janette Husárová Conchita Martínez         | 3. kör Rita Grande             | Szvetlana Kuznyecova Jelena Lihovceva     |
| 2005       | 2. kör Maret Ani             | Szvetlana Kuznyecova Alicia Molik    | 2. kör Silvia Farina Elia   | Corina Morariu Patty Schnyder              | 1. kör Francesca Schiavone   | Ana Ivanović Tina Križan                   | Döntő Jelena Gyementyjeva      | Lisa Raymond Samantha Stosur              |
| 2006       | 3. kör Jelena Gyementyjeva   | Jen Ce Cseng Csie                    | 2. kör Jelena Gyementyjeva  | Maret Ani Meilen Tu                        | 3. kör Jelena Gyementyjeva   | Květa Peschke Francesca Schiavone          | –                              | –                                         |
| 2007       | 3. kör Jelena Gyementyjeva   | Jen Ce Csen Csie                     | 1. kör Roberta Vinci        | Sahar Peér Gyinara Szafina                 | 2. kör Jelena Gyementyjeva   | Jill Craybas Laura Granville               | 2. kör Jelena Gyementyjeva     | Lisa Raymond Samantha Stosur              |
| 2008       | Negyeddöntő Janette Husárová | Viktorija Azaranka Sahar Peér        | 2. kör Marija Kirilenko     | Gyinara Szafina Szávay Ágnes               | 2. kör Marija Kirilenko      | Bethanie Mattek-Sands Szánija Mirza        | 1. kör Marija Kirilenko        | Tathiana Garbin Tamira Paszek             |
| 2009       | 3. kör Marija Kirilenko      | Casey Dellacqua Francesca Schiavone  | 3. kör Marija Kirilenko     | Anna-Lena Grönefeld Patty Schnyder         | 1. kör Marija Kirilenko      | Kaia Kanepi İpek Şenoğlu                   | 1. kör Sara Errani             | Gallovits-Hall Edina Magdaléna Rybáriková |
| 2010       | Negyeddöntő Gisela Dulko     | Lisa Raymond Rennae Stubbs           | Negyeddöntő Gisela Dulko    | Liezel Huber Anabel Medina Garrigues       | Elődöntő Gisela Dulko        | Jelena Vesznyina Vera Zvonarjova           | Negyeddöntő Gisela Dulko       | Vania King Jaroszlava Svedova             |
| 2011       | Győzelem Gisela Dulko        | Viktorija Azaranka Marija Kirilenko  | Negyeddöntő Gisela Dulko    | Szánija Mirza Jelena Vesznyina             | 1. kör Francesca Schiavone   | Date Kimiko Csang Suaj                     | 3. kör Gisela Dulko            | Sara Errani Roberta Vinci                 |
| 2012       | 3. kör Gisela Dulko          | Szvetlana Kuznyecova Vera Zvonarjova | 3. kör Francesca Schiavone  | Nuria Llagostera Vives M. Martínez Sánchez | Elődöntő Francesca Schiavone | Andrea Hlaváčková Lucie Hradecká           | –                              | –                                         |
| 2013       | –                            | –                                    | 2. kör Szvetlana Kuznyecova | Kristina Mladenovic Galina Voszkobojeva    | 2. kör Andrea Petković       | Liezel Huber Szánija Mirza                 | 3. kör Anabel Medina Garrigues | Sara Errani Roberta Vinci                 |
| 2014       | 2. kör Kristina Mladenovic   | Madison Keys Alison Riske            | 3. kör Kristina Mladenovic  | Ashleigh Barty Casey Dellacqua             | 3. kör Samantha Stosur       | Anasztaszija Pavljucsenkova Lucie Šafářová | Döntő Martina Hingis           | Jekatyerina Makarova Jelena Vesznyina     |
| 2015       | 3. kör Martina Hingis        | Csan Jung-zsan Cseng Csie            | Negyeddöntő Hszie Su-vej    | Andrea Hlaváčková Lucie Hradecká           | Negyeddöntő Hszie Su-vej     | Babos Tímea Kristina Mladenovic            | Elődöntő Sara Errani           | Martina Hingis Szánija Mirza              |

## WTA-döntői

### Egyéni

#### Győzelmei (11)
| Összesítés                  |                        |
| Grand Slam-torna (1)        |                        |
| Tier I (0)                  | Premier Mandatory* (1) |
| Tier II (0)                 | Premier Five* (0)      |
| Tier III (6)                | Premier* (1)           |
| Tier IV (0)                 | International* (2)     |
| Tier V (0)                  | Challenger* (0)        |
| WTA Tour Championships (0)  |                        |
| Tournament of Champions (0) |                        |

* 2009-től megváltozott a tornák rendszere. Challenger tornákat 2012-től rendeznek.
 Az egymás mellett azonos színnel jelölt tornatípusok között nincs teljes mértékű megfelelés.
|     | Dátum                | Torna                                        | Borítás | Ellenfél a döntőben    | Döntő eredménye  |
| 1.  | 2004. augusztus 14.  | Idea Prokom Open, Sopot                      | Salak   | Klára Koukalová        | 7–5, 3–6, 6–3    |
| 2.  | 2005. február 20.    | Copa Colsanitas, Bogotá                      | Salak   | Lourdes Domínguez Lino | 7–6(4), 6–4      |
| 3.  | 2005. február 27.    | Abierto Mexicano Telcel, Acapulco            | Salak   | Ľudmila Cervanová      | 3–6, 7–5, 6–3    |
| 4.  | 2007. október 14.    | PTT Bangkok Open, Bangkok                    | Kemény  | Csan Jung-zsan         | 6–1, 6–3         |
| 5.  | 2008. február 17.    | Cachantún Cup, Viña del Mar                  | Salak   | Klára Zakopalová       | 6–4, 5–4 feladta |
| 6.  | 2008. március 1.     | Abierto Mexicano Telcel, Acapulco            | Salak   | Alizé Cornet           | 6–0, 4–6, 6–1    |
| 7.  | 2009. július 19.     | Internazionali Femminili di Palermo, Palermo | Salak   | Sara Errani            | 6–1, 6–2         |
| 8.  | 2009. augusztus 9.   | LA Women’s Tennis Championships, Los Angeles | Kemény  | Samantha Stosur        | 6–4, 6–3         |
| 9.  | 2010. április 11.    | Andalucia Tennis Experience, Marbella        | Salak   | Carla Suárez Navarro   | 6–2, 4–6, 6–3    |
| 10. | 2014. március 16.    | Indian Wells Masters, Indian Wells           | Kemény  | Agnieszka Radwańska    | 6–2, 6–1         |
| 11. | 2015. szeptember 12. | US Open, New York                            | Kemény  | Roberta Vinci          | 7–6(4), 6–2      |

#### Elveszített döntői (14)
|     | Dátum             | Torna                                        | Borítás    | Ellenfél a döntőben     | Döntő eredménye  | Döntő eredménye |
| 1.  | 2004. március 7.  | Abierto Mexicano Telcel, Acapulco            | Salak      | Iveta Benešová          | 6–7(5), 4–6      |                 |
| 2.  | 2004. július 25.  | Internazionali Femminili di Palermo, Palermo | Salak      | Anabel Medina Garrigues | 4–6, 4–6         |                 |
| 3.  | 2006. január 7.   | MAW Hardcourts, Gold Coast                   | Kemény     | Lucie Šafářová          | 3–6, 4–6         |                 |
| 4.  | 2006. február 26. | Copa Colsanitas, Bogotá                      | Salak      | Lourdes Domínguez Lino  | 6–7(3), 4–6      |                 |
| 5.  | 2006. március 5.  | Abierto Mexicano Telcel, Acapulco            | Salak      | Anna-Lena Grönefeld     | 1–6, 6–4, 2–6    |                 |
| 6.  | 2007. március 3.  | Abierto Mexicano Telcel, Acapulco            | Salak      | Émilie Loit             | 6–7(0), 4–6      |                 |
| 7.  | 2008. július 27.  | East West Bank Classic, Los Angeles          | Kemény     | Gyinara Szafina         | 4–6, 2–6         |                 |
| 8.  | 2008. október 19. | Zürich Open, Zürich                          | Kemény     | Venus Williams          | 6–7(1), 2–6      |                 |
| 9.  | 2009. február 28. | Abierto Mexicano Telcel, Acapulco            | Salak      | Venus Williams          | 1–6, 2–6         |                 |
| 10. | 2010. január 9.   | ASB Classic, Auckland                        | Kemény     | Yanina Wickmayer        | 3–6, 2–6         |                 |
| 11. | 2010. július 18.  | Internazionali Femminili di Palermo, Palermo | Salak      | Kaia Kanepi             | 4–6, 3–6         |                 |
| 12. | 2012. január 8.   | ASB Classic, Auckland                        | Kemény (f) | Cseng Csie              | 2–6, 6–3, 0–2    | (részletek)     |
| 13. | 2012. március 4.  | Abierto Mexicano Telcel p/b HSBC, Acapulco   | Salak      | Sara Errani             | 7–5, 6–7(5), 0–6 |                 |
| 14. | 2014. november 2. | WTA Tournament of Champions, Szófia          | Kemény (f) | Andrea Petković         | 6–1, 4–6, 3–6    |                 |

### Páros

#### Győzelmei (17)
| Összesítés                 |                        |
| Grand Slam-torna (1)       |                        |
| Tier I (0)                 | Premier Mandatory* (1) |
| Tier II (1)                | Premier Five* (3)      |
| Tier III (1)               | Premier* (3)           |
| Tier IV (1)                | International* (5)     |
| Tier V (0)                 | International* (5)     |
| WTA Tour Championships (1) |                        |

* 2009-től megváltozott a tornák rendszere.
 Az egymás mellett azonos színnel jelölt tornatípusok között nincs teljes mértékű megfelelés.
| No. | Dátum                | Helyszín                              | Borítás    | Partner             | Ellenfél a döntőben                        | Eredmény a döntőben | Eredmény a döntőben |
| 1.  | 2005. augusztus 14.  | East West Bank Classic, Los Angeles   | Kemény     | Jelena Gyementyjeva | Angela Haynes Bethanie Mattek-Sands        | 6–2, 6–4            |                     |
| 2.  | 2006. február 26.    | Copa Colsanitas, Bogotá               | Salak      | Gisela Dulko        | Szávay Ágnes Jasmin Wöhr                   | 7–6(1), 6–1         |                     |
| 3.  | 2008. április 20.    | Estoril Open, Estoril                 | Salak      | Marija Kirilenko    | M. Jugić-Salkić İpek Şenoğlu               | 6–4, 6–4            |                     |
| 4.  | 2009. január 16.     | Moorilla Hobart International, Hobart | Kemény     | Gisela Dulko        | Alona Bondarenko Katerina Bondarenko       | 6–2, 7–6(4)         |                     |
| 5.  | 2009. június 20.     | Ordina Open, ’s-Hertogenbosch         | Fű         | Sara Errani         | Michaëlla Krajicek Yanina Wickmayer        | 6–4, 5–7, [13–11]   |                     |
| 6.  | 2009. július 11.     | Swedish Open, Båstad                  | Salak      | Gisela Dulko        | N. Llagostera Vives M. J. Martínez Sánchez | 6–2, 0–6, [10–5]    |                     |
| 7.  | 2010. április 4.     | Sony Ericsson Open, Miami             | Kemény     | Gisela Dulko        | Nagyja Petrova Samantha Stosur             | 6–3, 4–6, [10–7]    |                     |
| 8.  | 2010. május 2.       | Porsche Tennis Grand Prix, Stuttgart  | Salak (f)  | Gisela Dulko        | Květa Peschke Katarina Srebotnik           | 3–6, 7–6(3), [10–5] |                     |
| 9.  | 2010. május 8.       | Internazionali BNL d'Italia, Róma     | Salak      | Gisela Dulko        | N. Llagostera Vives M. J. Martínez Sánchez | 6–4, 6–2            |                     |
| 10. | 2010. július 10.     | Swedish Open, Båstad                  | Salak      | Gisela Dulko        | Renata Voráčová B. Strýcová                | 7–6(0), 6–0         |                     |
| 11. | 2010. augusztus 22.  | Rogers Cup, Montréal                  | Kemény     | Gisela Dulko        | Květa Peschke Katarina Srebotnik           | 7–5, 3–6, [12–10]   |                     |
| 12. | 2010. október 24.    | Kremlin Cup, Moszkva                  | Kemény (f) | Gisela Dulko        | Sara Errani M. J. Martínez Sánchez         | 6–3, 2–6, [10–6]    |                     |
| 13. | 2010. október 31.    | WTA Tour Championships, Doha          | Kemény     | Gisela Dulko        | Květa Peschke Katarina Srebotnik           | 7–5, 6–4            |                     |
| 14. | 2011. január 28.     | Australian Open, Melbourne            | Kemény     | Gisela Dulko        | Viktorija Azaranka Marija Kirilenko        | 2–6, 7–5, 6–1       | (részletek)         |
| 15. | 2013. október 13.    | HP Open, Oszaka                       | Kemény     | Kristina Mladenovic | Samantha Stosur Csang Suaj                 | 6–4, 6–3            |                     |
| 16. | 2014. szeptember 27. | Wuhan Open, Vuhan                     | Kemény     | Martina Hingis      | Cara Black Caroline Garcia                 | 6–4, 5–7, [12–10]   |                     |
| 17. | 2014. október 18.    | Kremlin Cup, Moszkva                  | Kemény (f) | Martina Hingis      | Caroline Garcia Arantxa Parra Santonja     | 6–3, 7–5            |                     |

#### Elveszített döntői (17)
| No. | Dátum                | Helyszín                             | Borítás   | Partner                | Ellenfél a döntőben                        | Eredmény a döntőben  | Eredmény a döntőben |
| 1.  | 2005. szeptember 11. | US Open, New York                    | Kemény    | Jelena Gyementyjeva    | Samantha Stosur Lisa Raymond               | 2–6, 7–5, 3–6        |                     |
| 2.  | 2006. május 14.      | Qatar Telecom German Open, Berlin    | Salak     | Jelena Gyementyjeva    | Jen Ce Cseng Csie                          | 2–6, 3–6             |                     |
| 3.  | 2007. február 22.    | Copa Colsanitas, Bogotá              | Salak     | Roberta Vinci          | L. Domínguez Lino Paola Suárez             | 6–1, 3–6, [9–11]     |                     |
| 4.  | 2007. június 17.     | Barcelona Ladies Open, Barcelona     | Salak     | Lourdes Domínguez Lino | N. Llagostera Vives A. Parra Santonja      | 6–7(3), 6–2, [10–12] |                     |
| 5.  | 2008. augusztus 3.   | Rogers Cup, Montréal                 | Kemény    | Marija Kirilenko       | Cara Black Liezel Huber                    | 1–6, 1–6             |                     |
| 6.  | 2009. február 22.    | Copa Colsanitas, Bogotá              | Salak     | Gisela Dulko           | N. Llagostera Vives M. J. Martínez Sánchez | 5–7, 6–3, [7–10]     |                     |
| 7.  | 2009. május 3.       | Porsche Tennis Grand Prix, Stuttgart | Salak (f) | Gisela Dulko           | B. Mattek-Sands Nagyja Petrova             | 7–5, 3–6, [7–10]     |                     |
| 8.  | 2010. május 15.      | Mutua Madrileña Madrid Open, Madrid  | Salak     | Gisela Dulko           | Serena Williams Venus Williams             | 2–6, 5–7             |                     |
| 9.  | 2010. október 10.    | China Open, Peking                   | Kemény    | Gisela Dulko           | Csuang Csia-zsung Volha Havarcova          | 6–7(2), 6–1, [7–10]  |                     |
| 10. | 2011. június 18.     | UNICEF Open, ’s-Hertogenbosch        | Fű        | Dominika Cibulková     | Klára Zakopalová B. Strýcová               | 6–1, 4–6, [7–10]     |                     |
| 11. | 2011. október 1.     | Toray Pan Pacific Open, Tokió        | Kemény    | Gisela Dulko           | Liezel Huber Lisa Raymond                  | 6–7(4), 6–0, [6–10]  |                     |
| 12. | 2011. október 9.     | China Open, Peking                   | Kemény    | Gisela Dulko           | Květa Peschke Katarina Srebotnik           | 3–6, 4–6             |                     |
| 13. | 2012. január 7.      | ASB Classic, Auckland                | Kemény    | Julia Görges           | Andrea Hlaváčková Lucie Hradecká           | 7–6(2), 2–6, [7–10]  | (részletek)         |
| 14. | 2012. április 15.    | Barcelona Ladies Open, Barcelona     | Salak     | Francesca Schiavone    | Sara Errani Roberta Vinci                  | 0–6, 2–6             | (részletek)         |
| 15. | 2013. július 21.     | Swedish Open, Båstad                 | Salak     | Alexandra Dulgheru     | Isabel Medina Garrigues Klára Zakopalová   | 1–6, 4–6             |                     |
| 16. | 2014. június 21.     | AEGON International, Eastbourne      | Fű        | Martina Hingis         | Csan Jung-zsan Csan Hao-csing              | 3–6, 7–5, [7–10]     |                     |
| 17. | 2014. szeptember 6.  | US Open, New York                    | Kemény    | Martina Hingis         | Jelena Vesznyina Jekatyerina Makarova      | 6–2, 3–6, 2–6        |                     |

## Fed-kupa-döntői

### Győzelmei (4)
| Év   | Helyszín                     | Csapattársak                                      | Ellenfelek a döntőben                                                      | Döntő eredménye |
| 2006 | Charleroi, Belgium           | Francesca Schiavone Mara Santangelo Roberta Vinci | Justine Henin-Hardenne Kirsten Flipkens                                    | 3–2             |
| 2009 | Reggio Calabria, Olaszország | Francesca Schiavone Roberta Vinci Sara Errani     | Alexa Glatch Liezel Huber Melanie Oudin Vania King                         | 4–0             |
| 2010 | San Diego, Egyesült Államok  | Francesca Schiavone Roberta Vinci Sara Errani     | Bethanie Mattek-Sands Coco Vandeweghe Liezel Huber Melanie Oudin           | 3–1             |
| 2013 | Cagliari, Olaszország        | Karin Knapp Sara Errani Roberta Vinci             | Alekszandra Panova Irina Hromacsova Alisza Klejbanova Margarita Gaszparjan | 3–0             |

## Év végi világranglista-helyezései

### Egyéni
| Év       | 1997 | 1998 | 1999 | 2000 | 2001 | 2002 | 2003 | 2004 | 2005 | 2006 | 2007 | 2008 | 2009 | 2010 | 2011 | 2012 | 2013 | 2014 | 2015 |
| Helyezés | 895. | 659. | 251. | 297. | 289. | 95.  | 69.  | 38.  | 23.  | 28.  | 39.  | 13.  | 12.  | 24.  | 20.  | 45.  | 31.  | 13.  | 8.   |

### Páros
| Év       | 1997 | 1998 | 1999 | 2000 | 2001 | 2002 | 2003 | 2004 | 2005 | 2006 | 2007 | 2008 | 2009 | 2010 | 2011 | 2012 | 2013 | 2014 | 2015 |
| Helyezés | 690. | 533. | 252. | 168. | 323. | 136. | 111. | 101. | 22.  | 32.  | 37.  | 22.  | 29.  | 2.   | 8.   | 30.  | 32.  | 14.  | 21.  |